# Індія на зимових Олімпійських іграх 2014
Індія на зимових Олімпійських іграх 2014 року у Сочі була представлена 2 спортсменами у 2 видах спорту. Прапороносцем на церемонії відкриття Олімпіади став гірськолижник Гіманшу Тхакур. Індія удев'яте брала участь в зимовій Олімпіаді. Індійські спортсмени не здобули жодних медалей.
У грудні 2012 року діяльльність НОКу Індії Індійської олімпійської асоціації, була призупинена Міжнародним олімпійським комітетом через втручання уряду у вибори керівництва НОК країни. 31 грудня 2013 року було оголошено, що Індія буде змагатися під Олімпійським прапором. Вибори відбулися 9 лютого 2014 року (через два дні після початку Олімпіади), але МОК відновив статус НОК Індії, але індійський саночник Шива Кешаван вже брав участь у змаганнях як незалежний олімпійський учасник.

## Спортсмени
| Вид спосрту         | Чоловіки | Жінки | Всього |
| ------------------- | -------- | ----- | ------ |
| Гірськолижний спорт | 1        | 0     | 1      |
| Лижні перегони      | 1        | 0     | 1      |
| Всього              | 2        | 0     | 2      |

## Гірськолижний спорт
Відповідно до остаточного розподілу квот, опублікованого 20 січня 2014 року, в Індії був один спортсмен у кваліфікаційній позиції . Зрештою Гіманшу Тхакур змагався під прапором Індії та завершив змагання з гігантського слалому на останньому 72-му місці серед учасників, які фінішували (всього було 109 учасників).
| Спортсмен      | Дисципліна                    | 1-й спуск | 1-й спуск | 2-й спуск | 2-й спуск | Сума    | Сума  |
| Спортсмен      | Дисципліна                    | Час       | Місце     | Час       | Місце     | Час     | Місце |
| -------------- | ----------------------------- | --------- | --------- | --------- | --------- | ------- | ----- |
| Гіманшу Тхакур | гігантський слалом (чоловіки) | 1:47.86   | 71        | 1:49.69   | 72        | 3:37.55 | 72    |

## Лижні перегони
Відповідно до остаточного розподілу квот, опублікованого 20 січня 2014 року, був один індійський спортсмен у кваліфікаційній позиції. Надім Ікбал став першим спортсменом з Джамму і Кашміру, який пройшов кваліфікацію на зимові Олімпійські ігри. Зрештою Ікбал виступав під прапором Індії та фінішував у перегонах на 15 км на 85-му місці (з 87 учасників, які завершили гонку), відставши майже на 17 хвилин від переможця Даріо Колонья зі Швейцарії.
| Спортсмен   | Дисципліна                        | Фінал   | Фінал       | Фінал |
| Спортсмен   | Дисципліна                        | Час     | Відставання | Місце |
| ----------- | --------------------------------- | ------- | ----------- | ----- |
| Надім Ікбал | 15 км класичним стилем (чоловіки) | 55:12.5 | +16:42.8    | 85    |

## Незалежний олімпійський учасник

### Санний спорт
Індія отримала одне місце в чоловічому одиночному розряді, коли Шива Кешаван фінішував у топ-40 (з максимум трьома кваліфікаціями від кожної країни) під час Кубка світу з санного спорту 2013–14. Оскільки захід проходив у перші вихідні Ігор до зняття обмежень з НОК Індії, Кешаван мав змагатися як незалежний олімпійський учасник під Олімпійським прапором. Кешаван завершив чотири заїзди змагань на 37-му місці з 39, що стало його найгіршим результатом на Олімпійських іграх.
| Спосртсмен   | Дисципліна               | Спуск 1 | Спуск 1 | Спуск 2 | Спуск 2 | Спуск 3 | Спуск 3 | Спуск 4 | Спуск 4 | Разом    | Разом |
| Спосртсмен   | Дисципліна               | Час     | Місце   | Час     | Місце   | Час     | Місце   | Час     | Місце   | Час      | Місце |
| ------------ | ------------------------ | ------- | ------- | ------- | ------- | ------- | ------- | ------- | ------- | -------- | ----- |
| Шива Кешаван | чоловіки, одномісні сани | 53.905  | 35      | 55.203  | 38      | 54.706  | 37      | 53.335  | 34      | 3:37.149 | 37    |